# Chiesa della Madonna di Vitaleta
La chiesa della Madonna di Vitaleta, o di San Francesco, è un edificio sacro che si trova nel centro storico di San Quirico d'Orcia, in provincia di Siena. L'edificio religioso è incluso nell'Arcidiocesi di Siena-Colle di Val d'Elsa-Montalcino.

## Storia e descrizione
Fu costruita sui resti del convento di San Francesco; il nuovo santuario sorse tra il 1867 e il 1870. La facciata in filaretto di travertino ha un oculo sopra la porta di accesso.
L'interno è ad unica navata con quattro altari laterali. Sull'altare maggiore è conservata la Madonna Annunciata attribuita ad Andrea Della Robbia, (inizio XVI secolo), traslata dalla cappella rurale di Vitaleta nel 1870.
Fra le opere, l'Angelo Annunciante e la Vergine Annunciata, statue lignee policrome di Francesco di Valdambrino (inizio XV secolo); la Visitazione di Ventura Salimbeni (inizio XVII secolo); un Crocifisso di scuola senese (prima metà del XV secolo); l'Immacolata Concezione e la Predica di san Giovanni Battista (1597) dell'Empoli.
Sulla cantoria in controfacciata si trova l'organo a canne, costruito nel 1840 da Filippo II Tronci e dotato di 13 registri.